# Google Fit
Google Fit ist eine Gesundheitsplattform, die von Google für Android entwickelt wird.
Google Fit benutzt Sensoren des mobilen Gerätes oder Aktivitätssensoren, um die körperlichen Aktivitäten (wie Gehen oder Fahrradfahren) zu protokollieren.
Google Fit wurde auf der Google I/O am 25. Juni 2014 vorgestellt, nach Veröffentlichung von Apples iOS 8 HealthKit, welches als Konkurrent gilt. Am 28. Oktober 2014 wurde die Applikation für die Öffentlichkeit verfügbar gemacht und ist für alle Nutzer, die Android 4.0 oder höher nutzen, verfügbar. Der Dienst ist auch in die offizielle Wear-OS-App für Apples Betriebssystem iOS integriert.
Google Fit umfasst mehrere Anwendungen, zum Beispiel Nike Running, Strava, Polar Beat und Aqualert. Zu den Partnern gehören außerdem HTC, LG, Withings, Motorola, Noom, Runtastic, Runkeeper. Benutzer entscheiden selbst, mit wem sie ihre Aktivitäten teilen, und können diese jederzeit löschen.
Die Webversion von Google Fit wurde am 19. März 2019 eingestellt und steht nicht mehr zur Verfügung. Die Smartphone-Apps sind davon nicht betroffen.